# Athlītikos Podosfairikos Omilos Paphou
L'Athlītikos Podosfairikos Omilos Paphou (in greco Αθλητικός Ποδοσφαιρικός Όμιλος Πάφου, ovvero Società Atletica Calcistica di Pafo), meglio nota come APOP Paphou, era una società calcistica cipriota di Pafo.

## Storia
È stata fondata nel 1953.
Nella sua storia ha vinto sei campionati di seconda divisione (record per il calcio cipriota, condiviso con i concittadini dell'Evagoras), l'ultimo dei quali nel 1996.
Ha militato talvolta nella Divisione A (con risultati sempre modesti) e talvolta nella B cipriota, senza mai raggiungere la partecipazione a competizioni ufficiali UEFA.
È sparito nel 2000 quando si è fuso con l'Evagoras Paphos per dar vita all'AEP Paphos.

## Palmarès

### Competizioni nazionali
- B' Katīgoria: 6

1965-1966, 1970-1971, 1972-1973, 1974-1975, 1976-1977, 1995-1996

### Altri piazzamenti
- Coppa di Cipro:

Semifinalista: 1981-1982, 1985-1986, 1987-1988, 1997-1998
- B' Katīgoria:

Secondo posto: 1991-1992
Terzo posto: 1998-1999

## Statistiche e record

### Partecipazione ai campionati
| Livello | Categoria         | Partecipazioni | Debutto                           | Ultima stagione |
| ------- | ----------------- | -------------- | --------------------------------- | --------------- |
| 1°      | Divisione A       | 19             | 1966-1967                         | 1999-2000       |
| 2°      | Seconda Divisione | 11+            | 1968-1969 (O anche in precedenza) | 1998-1999       |

### Statistiche di squadra
- Migliore piazzamento in campionato: 9° su 16 squadre in Divisione A (1986-1987)
- Migliore prestazione in Coppa di Cipro: semifinali (3 volte: 1985-1986, 1987-1988 e 1997-1998).